# Badagandi, Bilgi
Badagandi là một làng thuộc tehsil Bilgi, huyện Bagalkot, bang Karnataka, Ấn Độ.